# Premier League 2015/2016
Soutěžní ročník Premier League 2015/16 (podle hlavního sponzora známá jako Barclays Premier League) byl 117. ročníkem nejvyšší anglické fotbalové ligy a 23. ročníkem od založení Premier League. Soutěž byla započata 8. srpna 2015 a poslední kolo se odehrálo 17. května 2016. Svůj historicky první titul vybojoval tým Leicester City.

## Složení ligy v ročníku 2015/16
Soutěže se již tradičně účastnilo 20 celků. K prvním sedmnácti z minulého ročníku se přidali postupující z druhé nejvyšší soutěže AFC Bournemouth a Watford , kteří si účast zajistili již v základní části předcházejícího ročníku Championship, a Norwich City, který si účast vybojoval jakožto vítěz play off. Opačným směrem na konci sezony putovala mužstva Norwiche, který po jediném roce v nejvyšší anglické soutěži opět sestoupil, Newcastlu a Aston Villy.
| Klub                 | Město         | Stadión            | Kapacita |
| -------------------- | ------------- | ------------------ | -------- |
| AFC Bournemouth      | Bournemouth   | Dean Court         | 11,464   |
| Arsenal              | Londýn        | Emirates Stadium   | 60,260   |
| Aston Villa          | Birmingham    | Villa Park         | 60,260   |
| Chelsea              | Londýn        | Stamford Bridge    | 41,798   |
| Crystal Palace       | Londýn        | Selhurst Park      | 25,073   |
| Everton              | Liverpool     | Goodison Park      | 39,571   |
| Leicester City       | Leicester     | King Power Stadium | 32,312   |
| Liverpool            | Liverpool     | Anfield Road       | 44,742   |
| Manchester City      | Manchester    | Etihad Stadium     | 55,097   |
| Manchester United    | Manchester    | Old Trafford       | 75,653   |
| Newcastle United     | Newcastle     | St James' Park     | 52,338   |
| Norwich City         | Norwich       | Carrow Road        | 27,010   |
| Southampton          | Southampton   | St Mary's Stadium  | 32,505   |
| Stoke City           | Stoke         | Britannia Stadium  | 27,740   |
| Sunderland           | Sunderland    | Stadium of Light   | 48,707   |
| Swansea City         | Swansea       | Liberty Stadium    | 20,909   |
| Tottenham Hotspur    | Londýn        | White Hart Lane    | 36,284   |
| Watford              | Watford       | Vicarage Road      | 21,500   |
| West Bromwich Albion | West Bromwich | The Hawthorns      | 26,850   |
| West Ham United      | Londýn        | The Boleyn Ground  | 35,345   |

### Realizační týmy a dresy
| Klub                 | Trenér                             | Kapitán            | Výrobce dresu | Sponzor dresu      |
| -------------------- | ---------------------------------- | ------------------ | ------------- | ------------------ |
| Arsenal              | Arsène Wenger                      | Mikel Arteta       | Puma          | Emirates           |
| Aston Villa          | Eric Black (dočasný)               | Micah Richards     | Macron        | Intuit QuickBooks  |
| Bournemouth          | Eddie Howe                         | Tommy Elphick      | JD Sports     | Mansion Group      |
| Chelsea              | Guus Hiddink (dočasný)             | John Terry         | Adidas        | Yokohama           |
| Crystal Palace       | Alan Pardew                        | Mile Jedinak       | Macron        | Mansion Group      |
| Everton              | David Unsworth Joe Royle (dočasní) | Phil Jagielka      | Umbro         | Chang              |
| Leicester City       | Claudio Ranieri                    | Wes Morgan         | Puma          | King Power         |
| Liverpool            | Jürgen Klopp                       | Jordan Henderson   | New Balance   | Standard Chartered |
| Manchester City      | Manuel Pellegrini                  | Vincent Kompany    | Nike          | Etihad Airways     |
| Manchester United    | Louis van Gaal                     | Wayne Rooney       | Adidas        | Chevrolet          |
| Newcastle United     | Rafael Benítez                     | Fabricio Coloccini | Puma          | Wonga              |
| Norwich City         | Alex Neil                          | Russell Martin     | Erreà         | Aviva              |
| Southampton          | Ronald Koeman                      | José Fonte         | Adidas        | Veho               |
| Stoke City           | Mark Hughes                        | Ryan Shawcross     | New Balance   | Bet365             |
| Sunderland           | Sam Allardyce                      | John O'Shea        | Adidas        | Dafabet            |
| Swansea City         | Francesco Guidolin                 | Ashley Williams    | Adidas        | GWFX               |
| Tottenham Hotspur    | Mauricio Pochettino                | Hugo Lloris        | Under Armour  | AIA                |
| Watford              | Quique Sánchez Flores              | Troy Deeney        | Puma          | 138.com            |
| West Bromwich Albion | Tony Pulis                         | Darren Fletcher    | Adidas        | Tlcbet             |
| West Ham United      | Slaven Bilić                       | Mark Noble         | Umbro         | Betway             |

### Trenérské změny
| Klub             | Odcházející trenér | Důvod odchodu   | Datum odchodu     | Pozice v tabulce | Přicházející trenér                | Datum příchodu    |
| ---------------- | ------------------ | --------------- | ----------------- | ---------------- | ---------------------------------- | ----------------- |
| West Ham United  | Sam Allardyce      | Konec smlouvy   | 24. května 2015   | Před sezónou     | Slaven Bilić                       | 9. června 2015    |
| Watford          | Slaviša Jokanović  | Konec smlouvy   | 5. června 2015    | Před sezónou     | Quique Sánchez Flores              | 5. června 2015    |
| Newcastle United | John Carver        | Vyhozen         | 9. června 2015    | Před sezónou     | Steve McClaren                     | 10. června 2015   |
| Leicester City   | Nigel Pearson      | Vyhozen         | 30. června 2015   | Před sezónou     | Claudio Ranieri                    | 13. července 2015 |
| Sunderland       | Dick Advocaat      | Rezignace       | 4. října 2015     | 19. místo        | Sam Allardyce                      | 9. října 2015     |
| Liverpool        | Brendan Rodgers    | Vyhozen         | 4. října 2015     | 10. místo        | Jürgen Klopp                       | 8. října 2015     |
| Aston Villa      | Tim Sherwood       | Vyhozen         | 25. října 2015    | 19. místo        | Rémi Garde                         | 2. listopadu 2015 |
| Swansea City     | Garry Monk         | Vyhozen         | 9. prosince 2015  | 15. místo        | Alan Curtis                        | 7. ledna 2016     |
| Chelsea          | José Mourinho      | Vyhozen         | 17. prosince 2015 | 16. místo        | Guus Hiddink                       | 19. prosince 2015 |
| Swansea City     | Alan Curtis        | Konec smlouvy   | 18. ledna 2016    | 18. místo        | Francesco Guidolin                 | 18. ledna 2016    |
| Newcastle United | Steve McClaren     | Vyhozen         | 11. března 2016   | 19. místo        | Rafael Benítez                     | 11. března 2016   |
| Aston Villa      | Rémi Garde         | Vzájemná dohoda | 29. března 2016   | 20. místo        | Eric Black                         | 29. března 2016   |
| Everton          | Roberto Martínez   | Vyhozen         | 12. května 2016   | 12. místo        | David Unsworth Joe Royle (dočasní) | 12. května 2016   |

## Tabulka
| Poř. | Tým                  | Z  | V  | R  | P  | VG | OG | B  |
| ---- | -------------------- | -- | -- | -- | -- | -- | -- | -- |
| 1.   | Leicester City       | 38 | 23 | 12 | 3  | 68 | 36 | 81 |
| 2.   | Arsenal              | 38 | 20 | 11 | 7  | 65 | 36 | 71 |
| 3.   | Tottenham Hotspur    | 38 | 19 | 7  | 12 | 58 | 53 | 70 |
| 4.   | Manchester City      | 38 | 19 | 9  | 10 | 71 | 41 | 66 |
| 5.   | Manchester United    | 38 | 19 | 9  | 10 | 49 | 35 | 66 |
| 6.   | Southampton          | 38 | 18 | 9  | 11 | 59 | 41 | 63 |
| 7.   | West Ham United      | 38 | 16 | 14 | 8  | 65 | 51 | 62 |
| 8.   | Liverpool            | 38 | 16 | 12 | 10 | 63 | 50 | 60 |
| 9.   | Stoke City           | 38 | 14 | 9  | 15 | 41 | 55 | 51 |
| 10.  | Chelsea              | 38 | 12 | 14 | 12 | 59 | 53 | 50 |
| 11.  | Everton              | 38 | 11 | 14 | 13 | 59 | 55 | 47 |
| 12.  | Swansea City         | 38 | 12 | 11 | 15 | 42 | 52 | 47 |
| 13.  | Watford              | 38 | 12 | 9  | 17 | 40 | 50 | 45 |
| 14.  | West Bromwich Albion | 38 | 10 | 13 | 15 | 34 | 48 | 43 |
| 15.  | Crystal Palace       | 38 | 11 | 9  | 18 | 39 | 51 | 42 |
| 16.  | AFC Bournemouth      | 38 | 11 | 9  | 18 | 45 | 67 | 42 |
| 17.  | Sunderland           | 38 | 9  | 12 | 17 | 48 | 62 | 39 |
| 18.  | Newcastle United     | 38 | 9  | 10 | 19 | 44 | 65 | 37 |
| 19.  | Norwich City         | 38 | 9  | 17 | 22 | 39 | 67 | 34 |
| 20.  | Aston Villa          | 38 | 3  | 8  | 27 | 27 | 76 | 17 |

|  | Přímý postup do Ligy mistrů 2015/16              |
|  | Postup do play-off Ligy mistrů 2015/16           |
|  | Přímý postup do Evropské Ligy UEFA 2015/16       |
|  | Postup do 3. předkola Evropské Ligy UEFA 2015/16 |
|  | Sestup do Football League Championship           |

## Statistiky

### Střelci

#### Nejlepší střelci
|    | Hráč           | Klub              | Góly |
| -- | -------------- | ----------------- | ---- |
| 1. | Harry Kane     | Tottenham Hotspur | 25   |
| 2. | Sergio Agüero  | Manchester City   | 24   |
| 2. | Jamie Vardy    | Leicester City    | 24   |
| 4. | Romelu Lukaku  | Everton           | 18   |
| 5. | Rijád Mahriz   | Leicester City    | 17   |
| 6. | Olivier Giroud | Arsenal           | 16   |
| 7. | Jermain Defoe  | Sunderland        | 15   |
| 7. | Odion Ighalo   | Watford           | 15   |
| 9. | Troy Deeney    | Watford           | 13   |
| 9. | Alexis Sánchez | Arsenal           | 13   |

#### Hattricky
| Hráč                 | Klub              | Soupeř           | Skóre   | Datum             | Ref.   |
| -------------------- | ----------------- | ---------------- | ------- | ----------------- | ------ |
| Callum Wilson        | Bournemouth       | West Ham United  | 4–3 (A) | 22. srpna 2015    | [ 83 ] |
| Steven Naismith      | Everton           | Chelsea          | 3–1 (H) | 12. září 2015     | [ 84 ] |
| Alexis Sánchez       | Arsenal           | Leicester City   | 5–2 (A) | 26. září 2015     | [ 85 ] |
| Sergio Agüero5       | Manchester City   | Newcastle United | 6–1 (H) | 3. října 2015     | [ 86 ] |
| Raheem Sterling      | Manchester City   | Bournemouth      | 5–1 (H) | 17. října 2015    | [ 87 ] |
| Georginio Wijnaldum4 | Newcastle United  | Norwich City     | 6–2 (H) | 18. října 2015    | [ 88 ] |
| Harry Kane           | Tottenham Hotspur | Bournemouth      | 5–1 (A) | 25. října 2015    | [ 89 ] |
| Arouna Koné          | Everton           | Sunderland       | 6–2 (H) | 1. listopadu 2015 | [ 90 ] |
| Riyad Mahrez         | Leicester City    | Swansea City     | 3–0 (A) | 5. prosince 2015  | [ 91 ] |
| Jermain Defoe        | Sunderland        | Swansea City     | 4–2 (A) | 13. ledna 2016    | [ 92 ] |
| Andy Carroll         | West Ham United   | Arsenal          | 3–3 (H) | 9. dubna 2016     | [ 93 ] |
| Sergio Agüero        | Manchester City   | Chelsea          | 3–0 (A) | 16. dubna 2016    | [ 94 ] |
| Sadio Mané           | Southampton       | Manchester City  | 4–2 (H) | 1. května 2016    | [ 95 ] |
| Olivier Giroud       | Arsenal           | Aston Villa      | 4–0 (H) | 15. května 2016   | [ 96 ] |

Poznámky
4 Hráč vstřelil 4 góly
5 Hráč vstřelil 5 gólů
(D) – Domácí tým
(H) – Hostující tým

#### Nejlepší asistenti
|    | Hráč              | Klub              | Asistence |
| -- | ----------------- | ----------------- | --------- |
| 1. | Mesut Özil        | Arsenal           | 19        |
| 2. | Christian Eriksen | Tottenham Hotspur | 13        |
| 3. | Dimitri Payet     | West Ham United   | 12        |
| 3. | Dušan Tadić       | Southampton       | 12        |
| 5. | Riyad Mahrez      | Leicester City    | 11        |
| 5. | James Milner      | Liverpool         | 11        |
| 5. | David Silva       | Manchester City   | 11        |
| 8. | Dele Alli         | Tottenham Hotspur | 9         |
| 8. | Kevin De Bruyne   | Manchester City   | 9         |
| 8. | Erik Lamela       | Tottenham Hotspur | 9         |

### Čistá konta
|    | Hráč              | Klub              | Čistá konta |
| -- | ----------------- | ----------------- | ----------- |
| 1. | Petr Čech         | Arsenal           | 16          |
| 2. | David de Gea      | Manchester United | 15          |
| 2. | Joe Hart          | Manchester City   | 15          |
| 2. | Kasper Schmeichel | Leicester City    | 15          |
| 5. | Hugo Lloris       | Tottenham Hotspur | 13          |
| 6. | Heurelho Gomes    | Watford           | 11          |
| 6. | Simon Mignolet    | Liverpool         | 11          |
| 8. | Jack Butland      | Stoke City        | 10          |
| 9. | Adrián            | West Ham United   | 9           |
| 9. | Łukasz Fabiański  | Swansea City      | 9           |

### Disciplína

#### Hráči
- Nejvíce žlutých karet: 11[99]
  -  Jack Colback (Newcastle United)
- Nejvíce červených karet: 3[99]
  -  Victor Wanyama (Southampton)

#### Klub
- Nejvíce žlutých karet: 74[100]
  - Aston Villa
- Nejvíce červených karet: 6[100]
  - Southampton

## Další statistiky

### Zápasové rekordy
- Nejvyšší výhra: +6
  - Aston Villa – Liverpool 0–6 (14. února 2016)
- Nejvíce branek v utkání: 9
  - Norwich City – Liverpool 4–5 (23. ledna 2016)

### Zápasové série
- Nejdelší vítězná série: 6
  - Tottenham
- Nejdelší série bez porážky: 15
  - Chelsea
- Nejdelší série bez výhry: 19
  - Aston Villa
- Nejdelší série porážek: 11
  - Aston Villa

### Trestanost
- Nejvíce žlutých karet: 11
  - Jack Colback (Newcastle)
- Nejvíce červených karet: 2
  - Victor Wanyama (Southampton)
- Tým s největším počtem žlutých karet: 74
  - Aston Villa
- Tým s největším počtem červených karet: 6
  - Southampton

### Návštěvnost
- Průměrná návštěvnost: 36 451
- Nejvyšší návštěva: 75 415
  - Manchester United 2:1 Swansea (2. ledna 2016)

## Ocenění

### Měsíční
| Měsíc    | Trenér měsíce         | Trenér měsíce     | Hráč měsíce     | Hráč měsíce       | Reference |
| Měsíc    | Trenér                | Klub              | Hráč            | Klub              | Reference |
| -------- | --------------------- | ----------------- | --------------- | ----------------- | --------- |
| Srpen    | Manuel Pellegrini     | Manchester City   | André Ayew      | Swansea City      | [ 101 ]   |
| Září     | Mauricio Pochettino   | Tottenham Hotspur | Anthony Martial | Manchester United | [ 102 ]   |
| Říjen    | Arsène Wenger         | Arsenal           | Jamie Vardy     | Leicester City    | [ 103 ]   |
| Listopad | Claudio Ranieri       | Leicester City    | Jamie Vardy     | Leicester City    | [ 104 ]   |
| Prosinec | Quique Sánchez Flores | Watford           | Odion Ighalo    | Watford           | [ 105 ]   |
| Leden    | Ronald Koeman         | Southampton       | Sergio Agüero   | Manchester City   | [ 106 ]   |
| Únor     | Mauricio Pochettino   | Tottenham Hotspur | Fraser Forster  | Southampton       | [ 107 ]   |
| Březen   | Claudio Ranieri       | Leicester City    | Harry Kane      | Tottenham Hotspur | [ 108 ]   |
| Duben    | Claudio Ranieri       | Leicester City    | Sergio Agüero   | Manchester City   | [ 109 ]   |

### Roční ocenění
| Ocenění                              | Vítěz           | Klub              |
| ------------------------------------ | --------------- | ----------------- |
| Premier League Manager of the Season | Claudio Ranieri | Leicester City    |
| Premier League Player of the Season  | Jamie Vardy     | Leicester City    |
| PFA Players' Player of the Year      | Riyad Mahrez    | Leicester City    |
| PFA Young Player of the Year         | Dele Alli       | Tottenham Hotspur |
| Hráč roku dle FWA                    | Jamie Vardy     | Leicester City    |

| PFA Team of the Year | PFA Team of the Year             | PFA Team of the Year             | PFA Team of the Year             | PFA Team of the Year                  | PFA Team of the Year                  | PFA Team of the Year                  | PFA Team of the Year             | PFA Team of the Year             | PFA Team of the Year             | PFA Team of the Year             | PFA Team of the Year             | PFA Team of the Year             |
| -------------------- | -------------------------------- | -------------------------------- | -------------------------------- | ------------------------------------- | ------------------------------------- | ------------------------------------- | -------------------------------- | -------------------------------- | -------------------------------- | -------------------------------- | -------------------------------- | -------------------------------- |
| Brankář              | David de Gea (Manchester United) | David de Gea (Manchester United) | David de Gea (Manchester United) | David de Gea (Manchester United)      | David de Gea (Manchester United)      | David de Gea (Manchester United)      | David de Gea (Manchester United) | David de Gea (Manchester United) | David de Gea (Manchester United) | David de Gea (Manchester United) | David de Gea (Manchester United) | David de Gea (Manchester United) |
| Obránci              | Héctor Bellerín (Arsenal)        | Héctor Bellerín (Arsenal)        | Héctor Bellerín (Arsenal)        | Toby Alderweireld (Tottenham Hotspur) | Toby Alderweireld (Tottenham Hotspur) | Toby Alderweireld (Tottenham Hotspur) | Wes Morgan (Leicester City)      | Wes Morgan (Leicester City)      | Wes Morgan (Leicester City)      | Danny Rose (Tottenham Hotspur)   | Danny Rose (Tottenham Hotspur)   | Danny Rose (Tottenham Hotspur)   |
| Záložníci            | Rijád Mahriz (Leicester City)    | Rijád Mahriz (Leicester City)    | Rijád Mahriz (Leicester City)    | Dele Alli (Tottenham Hotspur)         | Dele Alli (Tottenham Hotspur)         | Dele Alli (Tottenham Hotspur)         | N'Golo Kanté (Leicester City)    | N'Golo Kanté (Leicester City)    | N'Golo Kanté (Leicester City)    | Dimitri Payet (West Ham United)  | Dimitri Payet (West Ham United)  | Dimitri Payet (West Ham United)  |
| Útočníci             | Jamie Vardy (Leicester City)     | Jamie Vardy (Leicester City)     | Jamie Vardy (Leicester City)     | Jamie Vardy (Leicester City)          | Jamie Vardy (Leicester City)          | Jamie Vardy (Leicester City)          | Harry Kane (Tottenham Hotspur)   | Harry Kane (Tottenham Hotspur)   | Harry Kane (Tottenham Hotspur)   | Harry Kane (Tottenham Hotspur)   | Harry Kane (Tottenham Hotspur)   | Harry Kane (Tottenham Hotspur)   |

## Vítěz
| Premier League 2015/16 Leicester (1. titul) |